# Ajuntament d'Òdena
L'ajuntament d'Òdena és un edifici d'Òdena (Anoia) inclòs a l'Inventari del Patrimoni Arquitectònic de Catalunya.

## Descripció
És un edifici de principis del segle que ha estat ampliat modernament i està situat dins el nucli de la vila. Presenta una planta rectangular precedida per una porxada de tres arcades sobre el qual s'hi recolza la balconada de balustres. La façana és coronada per un capcer amb un escut. El seu accés es fa a partir d'una rampa.